# مجلس سنای فنلاند

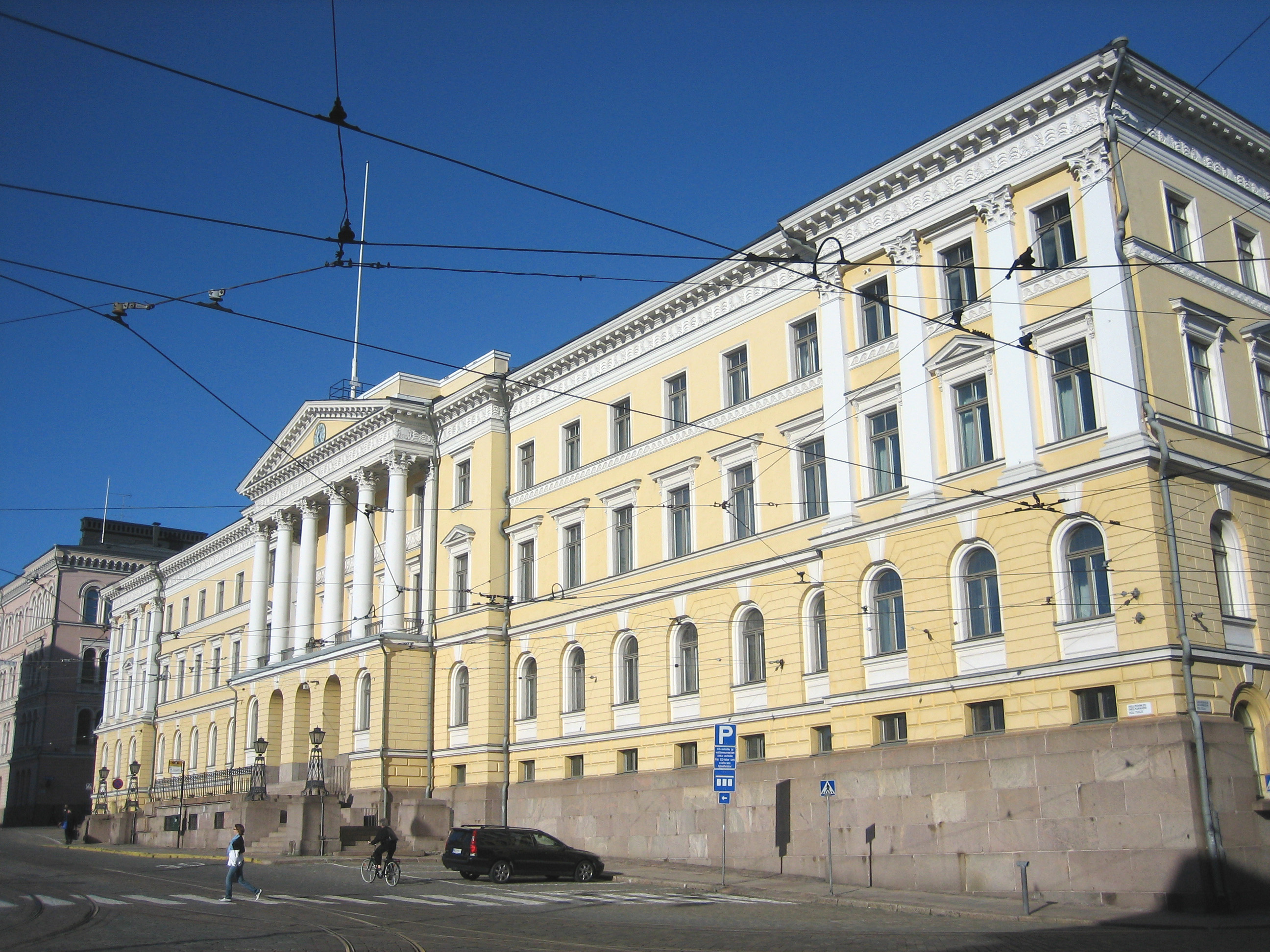
ساختمان سنا در میدان سنا در مرکز هلسینکی

مجلس سنای فنلاند (انگلیسی: Senate of Finland، فنلاندی: Suomen senaatti; سوئدی: Senaten för Finland) وظایف هیئت دولت و دیوان عالی را در دوک‌نشین بزرگ فنلاند از سال ۱۸۱۶ تا ۱۹۱۷ و در فنلاند مستقل از سال ۱۹۱۷ تا ۱۹۱۸ ترکیب کرد.
نهادی که بعدها سنا شد در ۱۸ آگوست ۱۸۰۹ تأسیس شد، زمانی که تزار الکساندر یکم، امپراتور روسیه مجلس ایالتی پوروو را فراخواند و به دیئت دستور داد تا مقرراتی را برای شورای دولت تدوین کند. در سال ۱۸۱۶، الکساندر نام این نهاد را به «سنا» تغییر داد تا نشان دهد که این نهاد با معادل روسی آن برابر است و نه پایین‌تر از آن.

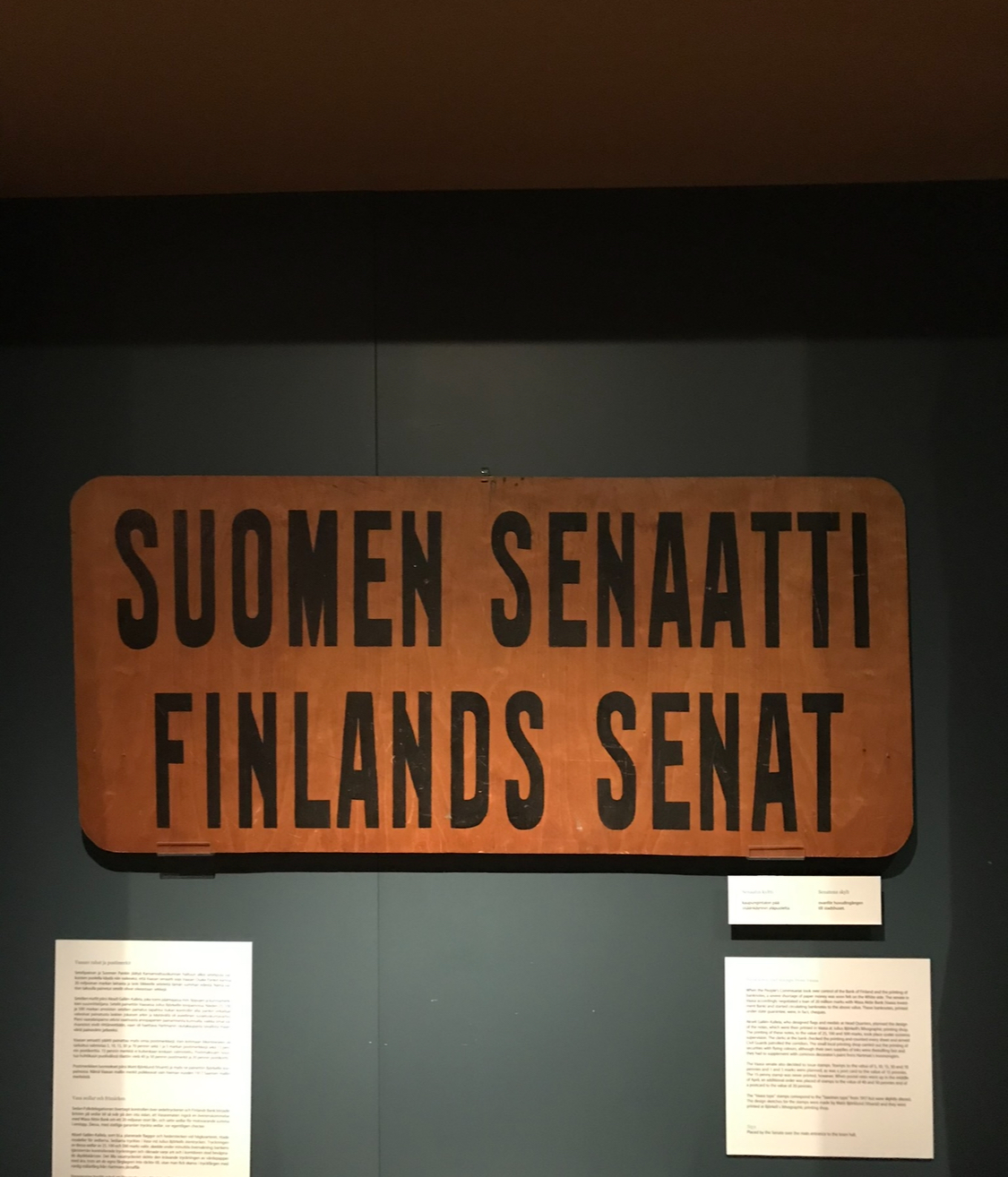
پلاک مورد استفاده سنای فنلاند در واسا در طول جنگ داخلی فنلاند، واقع در موزه اوستروبوتنی.

سنا توسط فرماندار کل فنلاند ریاست می‌شد. اعضای سنا باید شهروندان فنلاندی می‌بودند. سنا به دو بخش اقتصادی و قضایی تقسیم شد. در سال ۱۸۲۲ به هر دو بخش یک نایب رئیس فنلاندی داده شد. از سال ۱۸۵۸ به بعد، اعضای سنا رسماً به عنوان «سناتور» شناخته می‌شدند. پس از انقلاب فوریه در روسیه، نایب رئیس بخش اقتصادی رئیس سنا شد. به دلیل جنگ داخلی در سال ۱۹۱۸، مجلس سنا از ۲۹ ژانویه تا ۳ مه به شهر واسا منتقل شد.
در سال ۱۹۱۸، بخش اقتصادی به کابینه و بخش قضایی به دیوان عالی و دیوان عالی اداری فنلاند مستقل تبدیل شدند. نایب رئیس بخش اقتصادی به نخست وزیر فنلاند تبدیل شد و سایر سناتورها به وزیر تبدیل شدند. فنلاند در سال ۱۹۱۹ به جمهوری تبدیل شد.

## معاون رئیس بخش اقتصادی (۱۸۲۲–۱۹۱۷)
- کارل اریک مانرهیم، (۱۸۲۲–۱۸۲۶)

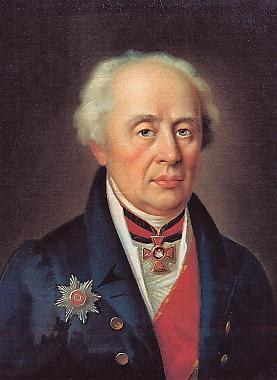
کنت کارل اریک مانرهیم (۱۷۵۹–۱۸۳۷)، که از نظر فنی اولین "نخست وزیر فنلاند" است، بعدها به عنوان جد بزرگ مارشال کارل گوستاو امیل مانرهیم (رئیس‌جمهور فنلاند ۱۹۴۴–۱۹۴۶) نیز شناخته شد.

- Samuel Fredrik von Born [fi] (در حال انجام وظیفه)، (۱۸۲۶–۱۸۲۸)
- آندرس هنریک فالک، (۱۸۲۸-۱۸۳۳)
- Gustaf Hjärne [fi]، (۱۸۳۳–۱۸۴۱)
- لارس گابریل فون هارتمن، (۱۸۴۱-۱۸۵۸)
- یوهان موریتز نوردنستام، (۱۸۵۸–۱۸۸۲)
- Edvard Gustaf af Forselles [fi]، (۱۸۸۲–۱۸۸۵)
- Samuel Werner von Troil [fi]، (۱۸۸۵–۱۸۹۱)
- Sten Carl Tudeer [fi]، (۱۸۹۱–۱۹۰۰)
- Constantin Linder [fi]، (۱۹۰۰–۱۹۰۵)
- Emil Streng [fi]، (۱۹۰۵)
- لئوپولد هنریک استانیسلاوس مچلین، (۱۹۰۵–۱۹۰۸)
- ادوارد امانوئل هجلت، (۱۹۰۸-۱۹۰۹)
- آگوست یوهانس هجلت، (۱۹۰۹)
- Anders Wirenius، (۱۹۰۹)
- ولادیمیر ایوانوویچ مارکوف، (۱۹۰۹-۱۹۱۳)
- میخائیل بورویتینوف، (۱۹۱۳-۱۹۱۷)
- آندرس ویرنیوس (متصدی)، (۱۹۱۷)

## روسای سنا (۱۹۱۷-۱۹۱۸)
- آنتی اسکاری توکوی، حزب سوسیال دموکرات (۱۹۱۷)
- امیل نستور ستالا، حزب جوان فنلاندی (۱۹۱۷)
- پر اویند سوینهوفوود، حزب جوان فنلاندی (۱۹۱۷–۱۹۱۸)
- یوهو کوستی پاسیکیوی، حزب فنلاندی (۱۹۱۸)